# Девід Чалмерс
Девід Джон Чалмерс (англ. David John Chalmers; народився 20 квітня 1966) — австралійський філософ, спеціалізується в галузі філософії свідомості.

## Наукова кар'єра
Чалмерс закінчив університет в Аделаїді, потім «Лінкольн коледж» при Оксфордському університеті, був стипендіатом в Родезії, отримав ступінь доктора філософії в Індіанському університеті в Блумінгтоні під керівництвом Дугласа Гофштадтера. Після захисту докторської дисертації брав участь у програмі «філософія-неврологія-психологія», яку очолював з 1993 по 1995 Енді Кларк в університеті Вашингтон в Сент-Луїсі. До того, як він почав викладати в Австралійському національному університеті в 2004, Чалмерс викладав філософію в університеті в Аризоні і був главою центру досліджень проблем свідомості при ньому ж, до цього викладав у Санта-Крузі.
Автор монографії The Conscious Mind (1996), в якій він розглядає проблеми свідомості і відкидає спрощений погляд на свідомість з точки зору фізичних процесів. The Sunday Times визнала його книгу «найкращою науковою монографією року».
Очолює центр, який займається питаннями свідомості, і викладає філософію в Австралійському національному університеті та Нью-йоркському університеті.

## Роботи
Чалмерс виклав свою ідею про «важку проблему свідомості» (the hard problem of consciousness) у вищезгаданій книзі і в своїй статті Facing Up to the Problem of Consciousness («Назустріч проблемі свідомості»). Тут він проводить відмінність між легкими проблемами свідомості і важкою проблемою свідомості, яку можна виразити так: «чому взагалі існує сприйняття сенсорної інформації?», «Чому існує свідомість». Головна тема його дослідження — це розходження між біологічною роботою мозку і поведінкою, з одного боку, і ментальним досвідом, який розглядається окремо від поведінки, тобто кваліа, з іншого. Він стверджує, що поки немає вичерпного пояснення відмінностей між цими двома системами. Також він критикує матеріалістичне пояснення ментального досвіду, що робить його дуалістом в епоху, коли домінують моністичні ідеї.
Як доказ своїх ідей він висуває гіпотезу «філософського зомбі», який по суті є нормальною людиною, але не має кваліа і здатності відчувати. Він стверджує, що оскільки існування зомбі можливо, то поняття кваліа і здатність відчувати досі не отримали повного пояснення з точки зору фізичних властивостей. Чалмерс допускає, що свідомість бере початок в будь-якій інформаційній системі (див. теорія інформації), і таким чином він визнає одну з форм преанімізму і не виключає, що навіть термостат в якійсь мірі володіє свідомістю. Чалмерс одного разу зазначив, що він є агностиком в питаннях преанемізму і вважає, що ці питання не є абсолютно недоказовими. Вихід у світ монографії Чалмерса The Conscious Mind («Усвідомлюючий розум», 1996) викликав великий резонанс у науковому світі. У науковому журналі Consciousness Studies («Дослідження в області свідомості») було опубліковано більше двадцяти різних робіт на цю тему таких дослідників, як Деніел Деннет, Макгинн Колін, Франсиско Варела, Френсіс Крік, Роджер Пенроуз та інших.

## Оцінки
На початку XXI століття, мабуть, не вдасться знайти жодної значущої книги про свідомість, в якій не згадувалися б роботи цього автора, … і найпростіше пояснення полягає в тому, що Чалмерс — дуже глибокий і оригінальний мислитель. … Його туссанський виступ 1994 … забезпечив йому миттєву славу, закріплену фундаментальною працею 1996 р. — «Усвідомлюючий розум». — Васильєв В.В. Важка проблема свідомості. - М., 2009. - С. 152.

За дев'ять років, що минули після публікації книги Чалмерса, було продано 70 тисяч примірників, і тепер можна сміливо стверджувати, що він став живим класиком. …
Враховуючи впливовість ідей цього філософа на Заході, важко назвати нормальною ситуацію, в якій ні головний твір Чалмерса «Усвідомлюючий розум», ні інші його публікації не перекладені на російську мову. При повній відсутності монографій, присвячених творчості філософа, статті про нього настільки рідко зустрічаються в нашій історико-філософської періодиці, що можна було б припустити, що мова йде не про творця оригінальної доктрини свідомості, а про малопомітного і непродуктивного автора. Небагата бібліографія вітчизняних робіт про Чалмерса зводиться до глави «Д. Чалмерс: всі рішення погані» у … монографії В. В. Васильєва і до двох статей. — Гарнцева Н. М. Натуралістичний дуалізм Д. Чалмерса — Автореферат дисертації на здобуття наукового ступеня кандидата філософських наук. — М.: МГУ, 2009.